# Лас-Боржас-Бланкас
Лас-Боржас-Бланкас (Catalan pronunciation: [ləz ˈβɔɾʒəz ˈβlaŋkəs]) — столиця комарки Ле Гаррігес, у провінції Леріда, Каталонія, Іспанія. Згідно з переписом населення 2014 року в муніципалітеті проживало 6088 осіб.

## Географія
Він розташований у південній частині центральної Каталонської западини, поблизу зони, що оводняється каналом Урхель. Високі плато вкриті оливковими гаями. Економіка є сільськогосподарською, і Les Borges Blanques є основним виробником оливок, зокрема сорту, відомого як arbequina, який дає високо ціновану олію. Кооперативний рух має міцне коріння в районі. Туристична інфраструктура незначна або відсутня. Муніципалітет розділений на дві частини, розділені муніципалітетом Джунеда, у більшій східній частині проживає майже все населення.
Традиційним символом цього міста є віл, який зображений на широко вживаному, але неофіційному гербі.

## Видатні особи
- Франсеск Керальт, композитор[9]